# Markus Pöyhönen
Markus Pöyhönen, född 25 oktober 1978 i Vanda, är en finländsk kortdistanslöpare. Han tränas av Asser Pettinen.
Vid EM i München 2002 blev han den förste manlige finländaren någonsin att nå finalen på 100 meter i ett internationellt mästerskap. Han slutade på fjärde plats. Vid inomhus-VM i Birmingham 2003 kom han sjua på 60 meter. 
Pöyhönens personliga rekord på 100 meter, 10,23 sekunder, är två hundradelar från det finska rekordet och hans personliga rekord på såväl 50 meter, 5,77 sekunder, som 60 meter, 6,58 sekunder, är gällande finska rekord (2008).

## Personliga rekord

### Utomhus
- 100 meter – 10,23 sekunder (Joensuu 20 juli 2002)
- 200 meter – 22,60 sekunder (Palafrugell 11 maj 2002)

### Inomhus
- 50 meter – 5,77 sekunder (Liévin 23 februari 2003, finländskt rekord)
- 60 meter – 6,58 sekunder (Helsingfors 4 mars 2003 och Birmingham 14 mars 2003, finländskt rekord)
- 100 meter – 10,42 sekunder (Tammerfors 4 februari 2002)

### Årsbästa
100 meter
| År   | Tid   | Vind | Plats                  | Datum      |
| ---- | ----- | ---- | ---------------------- | ---------- |
| 1999 | 10,88 | +1,3 | Brahestad              | 14 augusti |
| 2000 | 10,56 | +1,8 | Kouvola                | 5 augusti  |
| 2001 | 10,36 | -0,3 | Lahtis                 | 26 augusti |
| 2002 | 10,23 | +1,7 | Joensuu                | 20 juli    |
| 2003 | 10,26 | +1,2 | Åbo                    | 23 juli    |
| 2005 | 10,38 | +0,3 | Krugersdorp, Sydafrika | 15 januari |
| 2006 | 10,76 | +1,8 | Tammerfors             | 7 juni     |